# Open Arms (Elbow)
Open Arms is een nummer van de Britse band Elbow uit 2011. Het is de derde single van hun vijfde studioalbum Build a Rocket Boys!.
"Open Arms" gaat over een verloren zoon die terugkeert naar huis. Frontman Guy Garvey kreeg de inspiratie voor het nummer toen hij terugverhuisde naar het gebied waar hij opgroeide. Elbow nam het nummer op met het Hallé Youth Choir. De plaat werd een klein succesje in het Verenigd Koninkrijk en België. In het Verenigd Koninkrijk bereikte het de 58e positie, en in de Vlaamse Ultratop 50 de 47e. In Nederland bereikte het nummer geen hitlijsten.